# Enertime
Enertime est une société industrielle française spécialisée dans la conception et la fabrication de machines thermodynamiques de puissance (compresseurs et turbines) pour la valorisation d’énergie renouvelable et de récupération.

## Activités
L'entreprise conçoit et fabrique des machines à cycle organique de Rankine (ORC) depuis 2008 qui transforment la chaleur fatale des sites industriels en électricité et depuis 2018 des Pompes à chaleur de très haute températures pour produire de la vapeur supérieur à 150°C.
Elle est présente en France et à l'étranger où l'électricité est plus chère, notamment en Chine.

## Technologie employée
Enertime a développé une technologie de turbine et d'ORC avec l'aide du laboratoire de Thermodynamique de l'Université de Liège et le laboratoire Dynfluid de l’ENSAM.
Les turbines conçues et fabriquées par la société sont de type axial multi-étages à deux paliers.

## Historique
L'entreprise est fondée en 2008 par Gilles David et Fabien Michel. Elle commence son activité dans l’ingénierie et le conseil dans les énergies renouvelables et développe en particulier des projets de centrale solaire sur des sites miniers déclassés. En parallèle, elle développe une technologie de machine à Cycle Organique de Rankine. 
La société réalise sa première levée de fonds de 1,5 M€ en février 2011 et obtient un financement dans le cadre du Programme ADEME-TOTAL pour installer un ORC de 1 MW sur le cubilot vent chaud de la fonderie FMGC à Soudan près de Chateaubriant pour une mise en service en 2012,. La société se lance en parallèle à l’international et obtient fin 2012, un financement FASEP pour étudier aux Philippines avec l’Université des Philippines Los Banos et l’IRRI la production d’électricité utilisant la technologie ORC et la combustion de la paille de riz. 
La première vente d’un ORC est confirmée à mi-2013 avec la signature d’un contrat avec la Société d’Équipement de la Région Montpellieraine (SERM) pour un ORC de 600 kW pour une centrale de tri-génération biomasse pour le quartier de Port-Marianne à Montpellier,.
La société développe ensuite de nouvelles applications pour sa technologie ORC par exemple, pour améliorer l’efficacité énergétique des navires dans le cadre du Projet Européen Leanship dont Enertime est lauréat en partenariat avec STX France, et gagne des nouveaux contrats en Chine pour un ORC de 3,2 MW pour le No 1 de l’acier chinois Baosteel à Shanghai et une turbine ORC de 1 MW pour l’aciériste chinois Baotou Steel à Baotou,,,. 
En juillet 2016, la société qui a enregistré une nouvelle commande d’un ORC de 1,6 MW pour une centrale de cogénération biomasse à Kamenetz-Podolsk en Ukraine, un ORC de 2 MW pour Suez Environnement et l’incinérateur de Caen et un ORC d’1 MW pour le SYCTOM et l’incinérateur de Saint-Ouen s’introduit en Bourse,,. En mars 2017 Enertime signe son premier contrat de vente d’une pompe à chaleur de 3,7 MW pour l’incinérateur du Mans avec la société Syner’val filiale de la société Veolia. Un nouveau contrat de vente d’ORC est également signé en 2017 avec la société AIT pour la station d’épuration du Grand Lyon à Saint-Fons. 
La société annonce en septembre 2017 s’être engagée dans une transition de son business model vers la vente de technologies à haute valeur ajoutée, y compris sous forme de licences et une réduction de ses effectifs et de ses moyens avec un objectif de réduction de ses coûts d’exploitation de 1 M€,. Deux levées de fonds sont aussi mises en œuvre en fin 2017 pour un montant total de 1,5 M€. Un contrat de vente de licence de fabrication de turbine de 1 MW est aussi signé avec la société Beijing Huasheng ORC Technology en décembre 2017 pour une mise en vigueur en mai 2018. En mars 2018, Vergnet annonce un partenariat stratégique avec Enertime pour mettre des moyens en commun et commercialiser la technologie ORC sur les territoires où Vergnet est bien implantée. En juin 2018, Enertime annonce un partenariat avec GRTgaz pour développer une technologie de turbine de détente de gaz naturel avec le soutien de l’ADEME et du Plan des Investissements d’avenir, concrétisé début 2019 par la commande d'une turbine de 2,5 MW pour un poste de détente de gaz à Villiers-le-Bel. La société travaille également pour Gaztransport et Technigaz (GTT) en lui apportant ses compétences en matière de machines thermodynamiques et turbomachines.
En 2019, Enertime fait partie de la première promotion de l'Accélérateur Transition énergétique lancé par l'Ademe et Bpifrance.
Enertime à co-fondé en mars 2023 l'association France Cleantech Industries, dont Gilles David est le président pour promouvoir les solutions d'efficacité industrielles française.